# Bogusław Jerzycki
Bogusław Jerzycki (ur. 3 października 1935 w Bydgoszczy jako Bogusław Jerzy, zm. 20 marca 2014 w Gnieźnie) – polski duchowny rzymskokatolicki, kapelan NSZZ RI „Solidarność” województwa bydgoskiego, opiekun i animator życia gospodarczego Polaków na Litwie.

## Życiorys
Absolwent I Liceum Ogólnokształcącego w Bydgoszczy. W 1953 roku wstąpił go gnieźnieńskiego seminarium duchownego. Święcenia kapłańskie przyjął 23 maja 1959 roku w katedrze gnieźnieńskiej z rąk kard. Stefana Wyszyńskiego. W 1959 rozpoczął pracę jako wikariusz w parafii pw. Świętej Trójcy w Gnieźnie. Następnie posługiwał w parafii pw. Świętych Apostołów Piotra i Pawła w Kruszwicy oraz w parafii pw. Zwiastowania Najświętszej Maryi Panny w Łabiszynie. W 1965 roku został powołany na kapelana prowadzonego przez elżbietanki Domu Pomocy Społecznej w Łopiennie.
W 1969 roku zainicjował obronę kaplicy Sióstr Miłosierdzia przy ul. Fordońskiej 5 w Bydgoszczy, którą władze PRL chciały rozebrać w związku z budową ul. Fordońskiej. W tym czasie był ponad 200 razy przesłuchiwany przez Służbę Bezpieczeństwa oraz Milicję Obywatelską. Skazany na karę grzywny za odprawianie nabożeństwa w budynku, który nie spełniał przepisów budowlanych. Grzywnę zapłacił kard. Wyszyński.
W 1969 roku władze PRL wydały zgodę na przeniesienie kaplicy z rozbieranego budynku przy ul. Fordońskiej 5 do mieszkania jego matki przy ul. Fordońskiej 4. Rozbudowując dom utworzył tam bez zgody władz centrum życia religijnego tej części miasta. Na lekcje uczęszczało tam 2,5 tys. uczniów szkół podstawowych i średnich. Po kolejnych nielegalnych rozbudowach w kaplicy mogło się zmieścić 400 osób.
W 1977 został jednym z inicjatorów Polskiego Komitetu Obrony Życia, Rodziny i Narodu.
W marcu 1981 otoczył opieką uczestników strajku chłopskiego, który zapoczątkował wydarzenia Bydgoskiego Marca. Po jego interwencji u kard. Wyszyńskiego do okupujących budynek ZSL przy ul. Dworcowej w Bydgoszczy przyjechał bp Jan Michalski. Wizyta uspokoiła nastroje i w konsekwencji uniknięto pacyfikacji i osiągnięto porozumienie z władzami.
W 1980 roku został wikariuszem ekonomem, a następnie administratorem i proboszczem parafii pw. Matki Bożej Częstochowskiej w Bydgoszczy.
W latach 80. zainicjował budowę Domu Samotnej Matki w Żołędowie. Dzięki jego zaangażowaniu i wsparciu siostry Marii od Krzyża (Wandy Horszowskiej) pieniądze na remont, 100 tys. franków, wpłacił francuski przedsiębiorca Michel-Yves Bolloré. Dom działa od 1992 roku.
W 1990 roku, z powodów zdrowotnych, został przeniesiony do stanu emerytalnego i skierowany do Archidiecezjalnego Domu Księży Seniorów w Gnieźnie.
Pomagał w utworzeniu Hospicjum bł. ks. Michała Sopoćki w Wilnie. Animator życia gospodarczego na Litwie. Organizator akcji charytatywnych, w tym zbiórek używanych maszyn rolniczych, które trafiały do Polaków z Wileńszczyzny.

## Życie prywatne
Syn Janusza Jerzego, właściciela Fabryki Akcesoriów i Okuć Meblowych w Bydgoszczy oraz Stefanii Jerzy z d. Koszarek, ziemianki ze Skarboszewa. Brat specjalisty hodowli roślin ozdobnych prof. dr. hab. Marka Jerzego, dziekana Wydziału Rolniczego, prorektora Akademii Techniczno-Rolniczej w Bydgoszczy. Stryj przedsiębiorcy i lekkoatlety Rafała Jerzego.
Nazwisko rodowe Jerzy zmienił na Jerzycki pod wpływem zwierzchników w seminarium.